# Southern League Cup 1944-1945
Navigation
Édition précédente Édition suivante
L'édition 1944-1945 de la Southern League Cup est la cinquième édition de cette compétition créée pendant la Seconde Guerre mondiale pour compenser l'arrêt des compétitions de la Scottish Football League.
Elle met aux prises les 16 clubs membres de la Southern League dans une compétition commençant par une phase de poules (4 groupes de 4, le club terminant premier se qualifiant pour la suite de la compétition) et se poursuivant par des matches à élimination directe sur terrain neutre, à partir des demi-finales.

## Phase de poules

### Groupe A
| Rang | Équipe        | Pts | J | G | N | P | Bp | Bc | Diff |
| ---- | ------------- | --- | - | - | - | - | -- | -- | ---- |
| 1    | Rangers       | 11  | 6 | 5 | 1 | 0 | 14 | 5  | +9   |
| 2    | Hibernian     | 6   | 6 | 2 | 2 | 2 | 8  | 6  | +2   |
| 3    | Third Lanark  | 5   | 6 | 2 | 1 | 3 | 11 | 15 | -4   |
| 4    | Albion Rovers | 3   | 6 | 0 | 3 | 3 | 9  | 20 | -11  |

### Groupe B
| Rang | Équipe              | Pts | J | G | N | P | Bp | Bc | Diff |
| ---- | ------------------- | --- | - | - | - | - | -- | -- | ---- |
| 1    | Fakirk              | 10  | 6 | 5 | 0 | 1 | 14 | 7  | +7   |
| 2    | Partick Thistle     | 6   | 6 | 2 | 2 | 2 | 6  | 6  | 0    |
| 3    | Falkirk             | 4   | 6 | 1 | 2 | 3 | 9  | 11 | -2   |
| 4    | Hamilton Academical | 4   | 6 | 2 | 0 | 4 | 7  | 12 | -5   |

### Groupe C
| Rang | Équipe              | Pts | J | G | N | P | Bp | Bc | Diff |
| ---- | ------------------- | --- | - | - | - | - | -- | -- | ---- |
| 1    | Queen's Park        | 11  | 6 | 5 | 1 | 0 | 17 | 7  | +10  |
| 2    | Morton              | 8   | 6 | 4 | 0 | 2 | 12 | 6  | +6   |
| 3    | Hamilton Academical | 4   | 6 | 2 | 0 | 4 | 12 | 18 | -6   |
| 4    | Airdrieonians       | 1   | 6 | 0 | 1 | 5 | 5  | 15 | -10  |

### Groupe D
| Rang | Équipe              | Pts | J | G | N | P | Bp | Bc | Diff |
| ---- | ------------------- | --- | - | - | - | - | -- | -- | ---- |
| 1    | Motherwell          | 10  | 6 | 4 | 2 | 0 | 16 | 8  | +8   |
| 2    | Heart of Midlothian | 8   | 6 | 3 | 2 | 1 | 9  | 10 | -1   |
| 3    | Dumbarton           | 5   | 6 | 2 | 1 | 3 | 7  | 12 | -5   |
| 4    | Saint Mirren        | 1   | 6 | 1 | 0 | 5 | 6  | 16 | -10  |

## Phase à élimination directe

### Demi-finales
| Équipe 1   | Score | Équipe 2     | Stade                 |
| ---------- | ----- | ------------ | --------------------- |
| Motherwell | 1 – 0 | Falkirk      | Hampden Park, Glasgow |
| Rangers    | 3 – 0 | Queen's Park | Hampden Park, Glasgow |

### Finale
| Date        | Équipe 1 | Score | Équipe 2   | Stade                 |
| ----------- | -------- | ----- | ---------- | --------------------- |
| 12 mai 1945 | Rangers  | 2 – 1 | Motherwell | Hampden Park, Glasgow |